# Juigalpa
Juigalpa è un comune del Nicaragua, capoluogo del dipartimento di Chontales.